# Prefeitura de Dourados
O poder executivo do município de Dourados, Mato Grosso do Sul, é representado pela Prefeitura Municipal de Dourados (PMD). O Prefeito atual é Délia Razuk (PR), eleita em 2016 para um mandato de quatro anos de 2017 até 2020. Há também o gabinete de secretários, seguindo o modelo proposto pela Constituição Federal. O prédio onde está localizado a sede da prefeitura douradense situa-se no bairro Parque dos Jequitibás, na rua Coronel Ponciano, localizado também próximo ao Centro de Dourados.

## Histórico
Pelo decreto estadual de nº 30 de 20 de dezembro de 1935, foi oficialmente criado o município de Dourados, desmembrado de Ponta Porã. Daí foi fundada a prefeitura do município. O primeiro representante do poder executivo e prefeito do município foi João Vicente Ferreira (entre 1935 e 1937). Em vinte e seis mandatos, 21 prefeitos e um juiz interventor passaram pela prefeitura de Dourados. 
Atualmente quem está no cargo é Délia Razuk, do Partido da República (PR), sendo eleita nas eleições municipais no Brasil em 2016 em votação apertada. Délia obteve 39,82% dos votos válidos (ou 43 252 votos), enquanto o segundo lugar, Geraldo Resende, obteve expressivos 36,96% dos votos válidos (ou 40 139 votos).

### Escândalo
Em 1 de setembro de 2010, numa operação da Polícia Federal, foram presos por corrupção o atual prefeito Ari Artuzi, a primeira-dama, o vice-prefeito, o presidente da Câmara, mais nove vereadores, o advogado geral do município, mais quatro secretários municipais, assessor do prefeito, o diretor de departamento de licitações, gestor de compras da prefeitura, e empresários da região, que praticaram envolvimento num esquema relacionado ao exercício ilegal de atividade financeira, agiotagem, crimes contra a ordem econômica e o sistema financeiro, fraude à licitação e corrupção.

## Estrutura orgânica
O poder executivo de Dourados é representado pelo prefeito, vice-prefeito e secretários municipais, que são responsáveis pelo cumprimento de leis do município. Em complementação ao processo legislativo e ao trabalho das secretarias, existem também outros órgãos municipais, cada um deles versando sobre temas diferentes, compostos obrigatoriamente por representantes dos vários setores da sociedade civil organizada.

### Ferramentas municipais

#### Plano diretor
O Plano Diretor Municípal de Dourados foi instaurado pela lei complementar n.º 72, de 30 de dezembro de 2003, no qual está contempladas a lei de uso do solo urbano, zoneamentos comerciais e plano diretor de turismo, entre outras exigências. Desde então Dourados evita ter problemas sociais, ambientais e econômicos. A problemática ambiental é indissociável da problemática social em Dourados e se criam transformações políticas, sociais, culturais, econômicas e ambientais, pois a tomada de decisão para solução dos problemas, contradições e conflitos depende de políticas públicas minimamente eficazes, que passam pela gestão do território e ambiental.